# Marie-Anne Collot
Marie-Anne Collot (Parigi, 1748 – Nancy, 1821) è stata una scultrice francese.

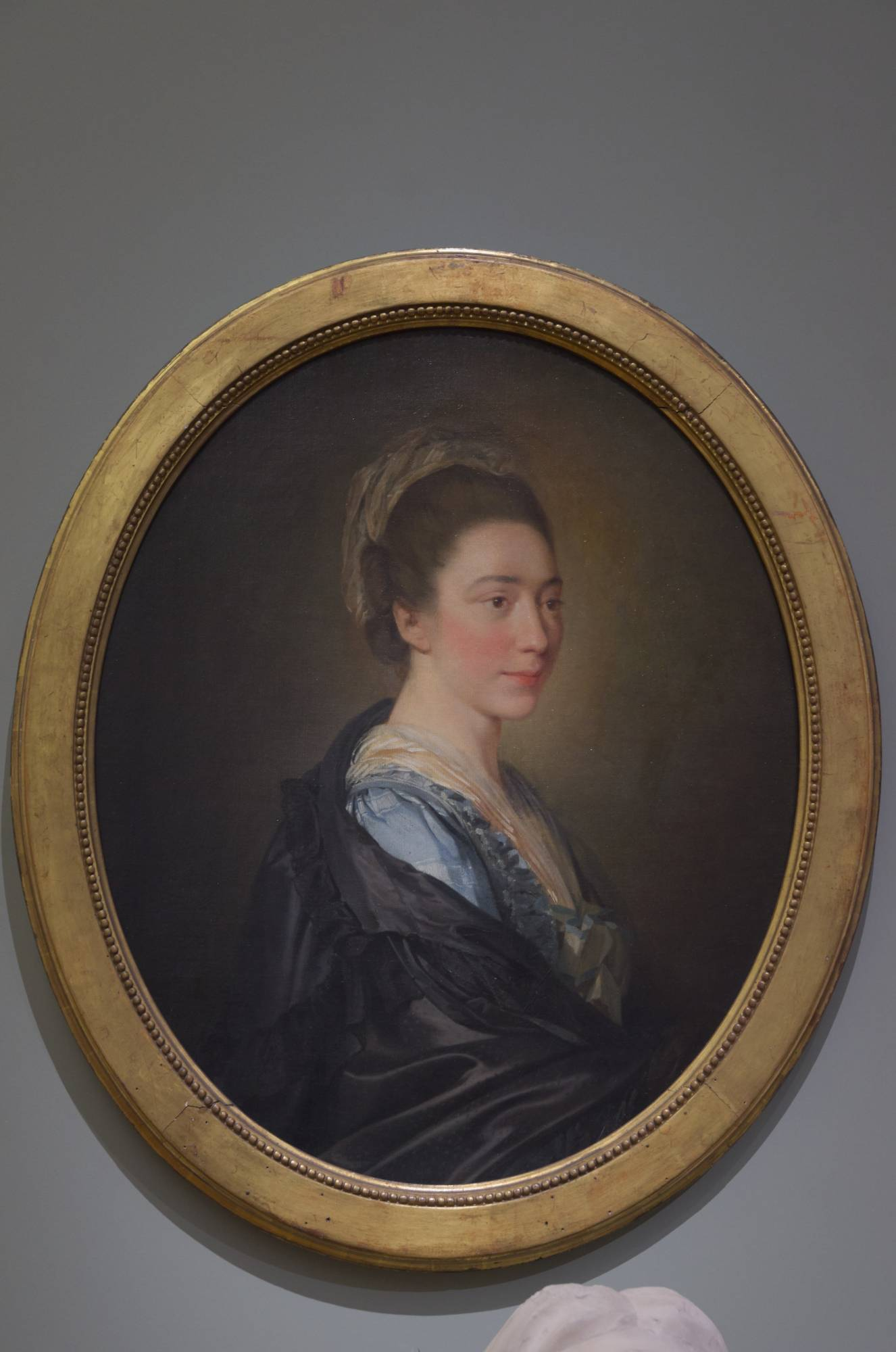
Ritratto di Marie-Anne Collot a opera di Pierre-Etienne Falconet, 1773.

Allieva di Étienne Maurice Falconet, è nota soprattutto per il Busto di Étienne Maurice Falconet e per un Busto autoritratto. Fino al 1783 lavorò in Russia.